# Embaixada do Brasil em Lisboa
A Embaixada do Brasil em Lisboa é a principal missão diplomática brasileira de Portugal. A missão diplomática se encontra na Estrada das Laranjeiras, 144, Lisboa, Portugal. Fica situada próxima ao Jardim Zoológico de Lisboa e à embaixada dos Estados Unidos.